# Bitwa pod San Juan (1595)
Bitwa morska pod San Juan – starcie zbrojne, które miało miejsce w roku 1595 w trakcie wojny angielsko-hiszpańskiej.
W roku 1595 flota angielska dowodzona przez Francisa Drake’a licząca 31 okrętów i 2 500 żołnierzy popłynęła w rejon wyspy Portoryko na Morzu Karaibskim. Jej celem było portowe miasto San Juan, bronione przez 70 dział, 1 500 żołnierzy i 9 000 ochotników pod wodzą Pedro Tello. Gdy tylko angielskie okręty zbliżyły się do portu, Hiszpanie otworzyli ogień z dział, zmuszając przeciwnika do odwrotu. Wieczorem Drake na czele 25 łodzi z wojskiem wdarł się ponownie do portu ostrzeliwując znajdujące się w nim fregaty. W odpowiedzi Hiszpanie zasypali Anglików ogniem z dział, wyrządzając im znaczne straty. W tej sytuacji Drake zarządził odwrót w kierunku Gwadelupy, zdobywając po drodze dwie załadowane skarbami hiszpańskie fregaty.